# Melodifestivalen 1960
El II Melodifestivalen tuvo lugar el 2 de febrero de 1960 en el Cirkus de Estocolmo. La presentadora fue Jeanette von Heidenstam, acompañada por Thore Erling y Göte Wilhelmsson como directores de orquesta, siendo ganadora la canción Ulf Källqvist, interpretada por Åke Gerhard.
Como ocurrió el año anterior, la canción vencedora fue interpretada por otra artista en el Festival de la Canción de Eurovisión celebrado en Londres. En esta ocasión, la afortunada sería Siw Malmkvist, que no pudo hacerlo en la edición de 1959.

## Resultado
| Posición | Canción               | Artista       | Letra         | Música                           | Pts |
| -------- | --------------------- | ------------- | ------------- | -------------------------------- | --- |
| 1°       | Alla andra får varann | Åke Gerhard   | Ulf Källqvist | Östen Warnerbring Inger Berggren | 85  |
| 2°       | Underbar, så underbar | Per Lindqvist | Per Lindqvist | Inger Berggren Östen Warnerbring | 76  |
| 3°       | Alexander             | Åke Gerhard   | Åke Gerhard   | Mona Grain Britt Damberg         | 67  |
| 4°       | Nancy, Nancy          | Åke Gerhard   | Sune Borg     | Britt Damberg Mona Grain         | 56  |

## Tabla de puntuación
| Canción               |    |    |    |    | Total | Posición |
| --------------------- | -- | -- | -- | -- | ----- | -------- |
| Underbar, så underbar | 18 | 10 | 25 | 23 | 76    | 2        |
| Nancy, Nancy          | 10 | 12 | 21 | 13 | 56    | 4        |
| Alla andra får varann | 16 | 20 | 19 | 30 | 85    | 1        |
| Alexander             | 14 | 11 | 24 | 18 | 67    | 3        |